# Lukan
Lukan (auch Lucan) ist ein männlicher Vorname und auch Familienname. Die seltene weibliche Vornamensform lautet Lukana.

## Herkunft und Bedeutung
Lukan ist die entlatinisierte Form des antiken römischen Namens Lucanus mit der Bedeutung „Mann aus Lukanien“ oder „aus Lukanien stammend“. Verwandte Namen sind Luca/Luka und Lukas.

## Vorkommen
In Kroatien und Albanien ist Lukan eine häufige Variante von Luka/Lukas, einem Vornamen, der häufiger von der kroatischen als von der serbischen Bevölkerung verwendet wird. Der Vorname Lukan war vor allem um die Wende zum 20. Jahrhundert gebräuchlich.

## Namenstage
- 27. Juli (Lukan von Säben),[3][4] 20. Juli in den Diözesen Bozen-Brixen und Belluno
- 30. Oktober (Lukan von Loigny)[5][6]

## Bekannte Namensträger
Der bekannteste Namensträger ist der römische Dichter Marcus Annaeus Lucanus (39–65), der mit der Kurzform seines Cognomens Lucan bzw. im Deutschen normalerweise Lukan genannt wird.

### Heilige
- Lukan von Säben. Der katholische Heilige lebte im 5. Jahrhundert nach Christus und war Bischof von Säben (Südtirol). Seine Reliquien werden heute in Belluno verehrt.
- Lukan (auch Lucian, Lucain, Lucien) von Loigny in Beauce. Der katholische Heilige lebte im 5. Jahrhundert nach Christus und starb als Märtyrer durch Enthauptung.[7][8][9] Seine Reliquien werden heute in Paris (Kathedrale Notre-Dame) verehrt.[10]

### Vorname
- Lukan Lukanović, jugoslawischer Kameramann[11]

### Familienname
- Karl Lukan (1923–2014), österreichischer Bergsteiger, Amateurarchäologe und Autor
- Klara Lukan (* 2000), slowenische Leichtathletin
- Sylvia Lukan (* 1942), österreichische Schauspielerin
- Thomas Lukan (* 1961), österreichischer Komponist

### Fiktion
In dem Roman Herdfeuer des kroatischen Schriftstellers Mile Budak ist die Figur des Lukan die Personifizierung des Guten und Edlen, Märtyrer und Beschützer des Herdfeuers und Symbolgestalt für den nationalen Kampf des kroatischen Volkes für seine Unabhängigkeit gegen die Serben.